# Vrtoče (Drvar)
Pour les articles homonymes, voir Vrtoče.
Vrtoče (en serbe cyrillique : Врточе) est un village de Bosnie-Herzégovine. Il est situé dans la municipalité de Drvar, dans le canton 10 et dans la fédération de Bosnie-et-Herzégovine. Selon les premiers résultats du recensement bosnien de 2013, il compte 880 habitants.

## Démographie

### Évolution historique de la population
| 1948 | 1953 | 1961  | 1971  | 1981  | 1991  | 2013 |
| ---- | ---- | ----- | ----- | ----- | ----- | ---- |
| -    | -    | 1 197 | 1 341 | 1 531 | 1 582 | 880  |

|  |